# ベターホーム協会
一般財団法人ベターホーム協会（ベターホームきょうかい）は、1963年に消費者教育組織として発足した一般財団法人。

## 概要
- 名称：一般財団法人ベターホーム協会
- 本部所在地：〒150-8363　東京都渋谷区渋谷2-20-12
- 設立：1963年6月4日
- 理事長：大塚義幸（雪印乳業常務取締役、チェスコ株式会社社長・会長、チーズ&ワインアカデミー社長、日本輸入チーズ普及協会会長、フランスチーズ鑑評騎士の会理事を歴任[1]）
- 事業内容：ベターホームのお料理教室の開催、料理書の出版、調理道具・食品の開発と販売、法人向け事業
- 教室数：18教室